# Rajput

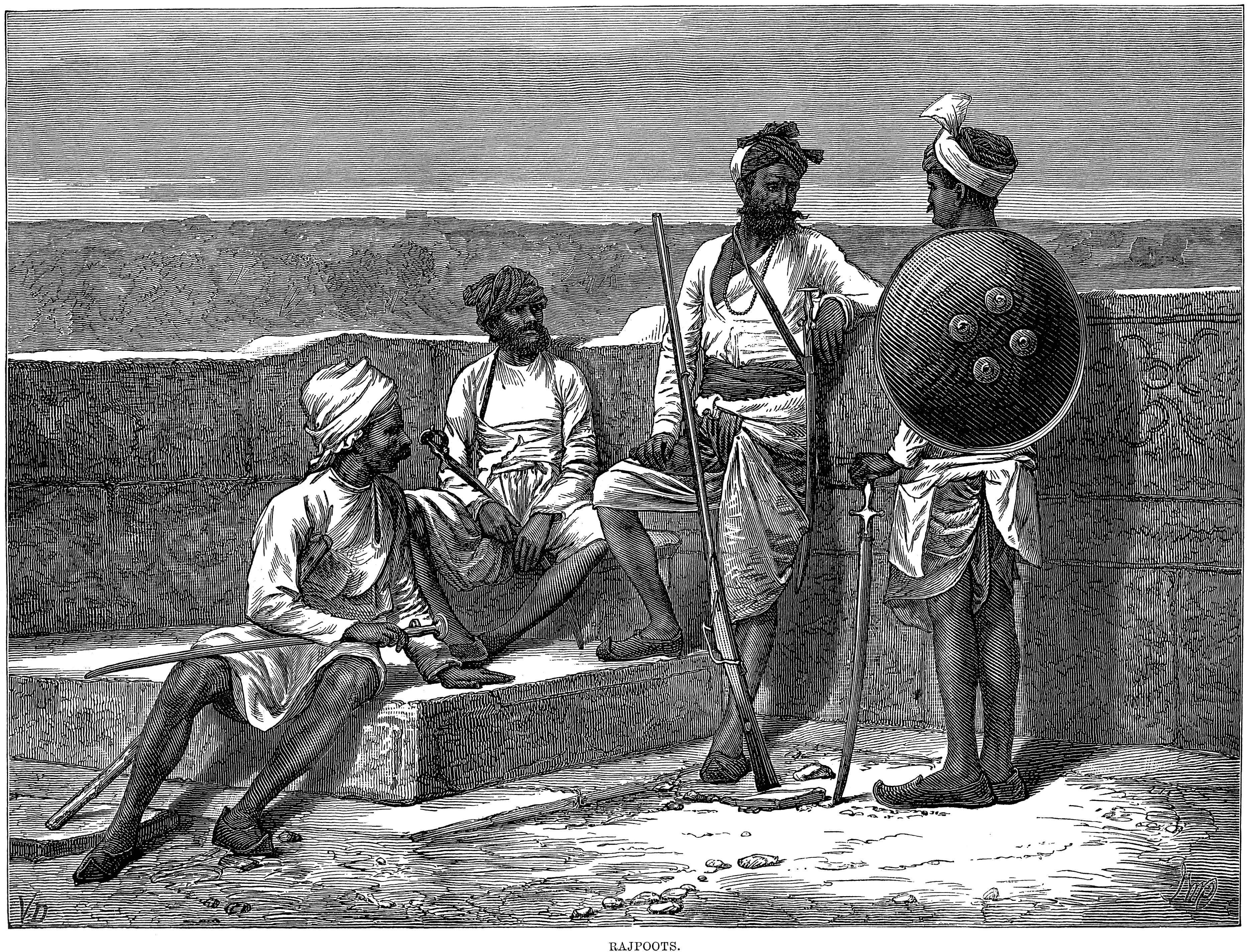
Un grabado que muestra algunos rajputs jokar de Punyab en 1876, en el Illustrated London News.

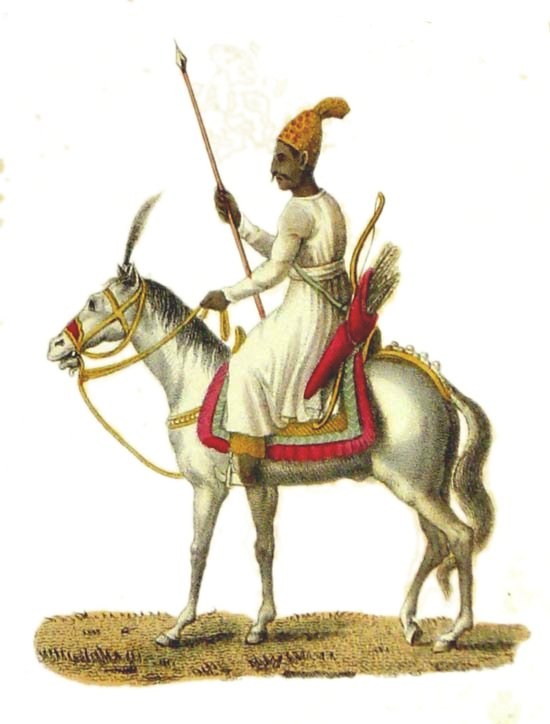
Imagen de un rajput.

Un rajput (en sánscrito raja-putra) es un miembro de uno de los clanes patrilineales territoriales del norte y centro de la India.
Se consideran a sí mismos descendientes de una de las castas chatría (grupos guerreros gobernantes) del subcontinente indio, especialmente del norte de la India.Sin embargo, esta reivindicación ha sido refutada por varios historiadores y estudiosos, desde la época medieval hasta la actualidad.
Disfrutaron de una reputación como guerreros, entrando muchos de ellos al servicio de los ejércitos indios. Durante el dominio británico, el gobierno los aceptó y los reclutó en su ejército.
En la actualidad, la población rajput vive en el estado indio de Rajastán y allí donde se encontraban los antiguos estados rajput, es decir, en el norte, oeste, centro y este de la India, en los estados de Himachal Pradesh, Yammu, Punyab, Uttaranchal, Madhia Pradesh, Bijar, Guyarat, Majarastra y Uttar Pradesh. También hay presencia rajput en el sur y este de Pakistán, al sur de Nepal y en Bangladés. 
No hay mención al término rajput en el registro histórico como perteneciente a un grupo social antes del siglo VI.
Los rajputs alcanzaron preeminencia entre los siglo VI y XII, y hasta el siglo XX gobernaron de manera abrumadoramente mayoritaria en los estados de Rayastán y Saurastra, donde se fundaron la mayoría de sus estados principescos.
Están divididos en tres linajes principales.

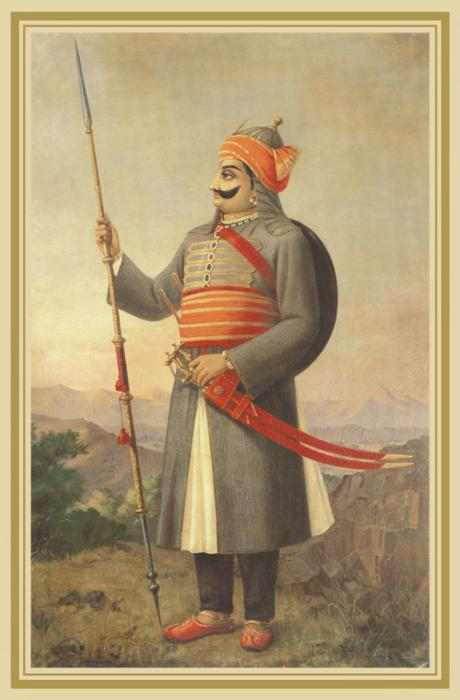
El majarás Pratap.

## Composición
Los británicos decían que los rajputs eran una «raza marcial». La carrera militar es una denominación creada por funcionarios de la India británica para incorporar a las "razas" (pueblos) que se consideraban naturalmente bélicas y agresivas en la batalla, poseedoras de cualidades como valor, lealtad, autosuficiencia, fortaleza física, capacidad de recuperación, ordenamiento, trabajo duro, tenacidad, y estrategia militar. Los británicos reclutaron en gran medida a estas "razas marciales" para el servicio en el ejército colonial.
El censo de la India Británica de 1931 fue la última acta en la que se registró la afiliación a las castas, de manera que proporciona información fiable sobre la demografía de los rajputs. Las estimaciones actuales son no solamente especulativas, sino que también varían ampliamente. Estas cifras son de interés, ya que denotan una aproximación a la propagación y composición de la comunidad rajput.
Los rajputs utilizan los idiomas hablados por la población general de las zonas en las que viven. El rayastaní y el hindi son los principales idiomas, ya que la mayoría están situados en los estados de habla hindi, pero el guyaratí y el panyabí también se hablan entre los rajputs residentes en la región de Punyab, Yammu, Cachemira y de Guyarat.
Constituyen un conjunto específico de 36 clanes. En 1829, el coronel James Tod publicó una lista de los clanes rajput, que es la siguiente:
- Ajirs
- Agnipala
- Bala
- Barguyar
- Bhati
- Byce
- Chauján
- Chawura
- Dajima
- Dajíia
- Doda
- Gajlot
- Gaur
- Gherwal
- Gora
- Jun
- Kachwaha
- Kirar
- Mohil
- Nicumpa
- Pala
- Paramara
- Pratihara
- Rathore
- Solanki
- Sarwya
- Sengar
- Sikarwar
- Silar
- Sisodia
- Taank
- Tomara
- Yaitwar
- Yala
- Yat
- Yojíia

## Orígenes
Ya en el Rig-veda (el texto más antiguo de la India, de mediados del II milenio a. C.) se menciona la palabra sánscrita raja-putra (‘hijo de rey’). Más tarde se la menciona en los textos del gramático Panini (siglo IV a. C.). También aparece en el Ramaiana y el Majabharata (textos épicorreligiosos del siglo III a. C.) y en los textos budistas. Se supone que la palabra rajput es una derivación de raja-putra.
Inicialmente se utilizaba la palabra chatría para designar a la casta de los guerreros y gobernantes. Tras el paso de mucho tiempo había muchos chatrías; algunos de ellos abandonaron su ocupación tradicional, pero otros en cambio siguieron siendo guerreros y gobernantes. Como costumbre, estos reyes se casaban sólo con las hijas de otro rey. Las ocupaciones tradicionales de los rajputs, aparte de la de gobernantes eran la guerra y la agricultura.
Los rajputs no eran originariamente una tribu ni una comunidad simple, sino un conjunto de clanes que gobernaron diferentes regiones. Algunos de ellos son bien conocidos (Parmara, Chalukya, Chauhan), mientras que otros son difícilmente identificables, ya que al perder sus dominios y sus estatus, salieron fuera de la Historia.

## Linajes
Los rajputs se consideran a sí mismos como descendientes de los chatrías, la segunda casta de la cultura hinduista. Para diferenciarlas de los chatrías ordinarios se utilizó la palabra rajput, que literalmente significa ‘hijo de un rey’. Los rajputs dicen pertenecer a uno de los tres grandes linajes (o vanshas) de chatrías, que son:
- suria-vamsa
- soma-vamsa
- agní-vanshi
- nagavanshi
- rishivanshi

### Linaje suria vamsa
El linaje suria vamsa, que alega descender de Suria (el dios del Sol). Es la dinastía de chatrías más antigua. Iksuaku fue su primer rey. Otros importantes reyes fueron Jarischandra, Sagar, Dilipa, Bhaguirata, Raghu, Dasharata y el famoso rey-dios Rama. El poeta Kalidás escribió la gran epopeya Raghuvamsa acerca de la dinastía de Raghu.

### Linaje chandra-vanshi
El linaje chandra-vanshi alega descender de Chandra (el dios de la Luna). Esta dinastía lunar también es antigua, pero más joven que la dinastía solar. Chandra fue su primer rey. Otros importantes reyes fueron Pururava, Najush, Iaiati, Dushianta, Bharatá, Kuru, Shantanu y Iudishtir. Iadu fue el hijo mayor de Iaiati y los iadus descendían de él. El dios Krisná también nació de esta dinastía de los iadus. El Jari-vamsa (‘genealogía de [el dios] Jari’) presenta los detalles de esta dinastía.
El linaje iaduvanshi, alegando la ascendencia del dios hindú Krisná, es, de hecho, una de las principales sectas de los chandravanshi.

### Linaje agni-vanshi
El linaje agní-vanshi, que alega descender de Agní (el dios del fuego) a partir de cuatro reyes que nacieron del fuego. Según el Bhavishya-purana en el monte Abu se celebró un iagña (rito sacrificial), donde ―gracias a los poderosos mantras mágicos de los Vedas― nacieron los cuatro hijos chatrías del emperador Ashoka:
- Pramar (Paramara).
- Chaphani (Chauhan).
- Chu (Chalukya).
- Pariharak (Pratihara).

Algunos estudiosos creen que esta leyenda debe entenderse como que cuatro militares fueron convertidos al hinduismo o que revitalizaron la lucha contra los invasores. No se cree que fueran de origen extranjero ya que en ese momento la India estaba en lucha contra los reyes indogriegos. Púshiamitra Shunga y su hijo Agnimitra eran brahmanes. Ellos son recordados por revivir el hinduismo.
Esta hipótesis acerca de su origen ha producido mucha controversia, pero solo cuatro de los muchos clanes rajput se consideran Agnivanshi.

### Otros linajes
Algunos escritores también cuentan entre los linajes principales a nagavanshi y rishivanshi. Uno de los más importantes clanes de los rishivanshi es Dhakare. Se cree que el origen de los rajput dhakare, sucedió cuando Patal ―el jefe de los lok daitia― fue herido durante la guerra contra Indra, jefe de los devas. Su gurú Shukrá recogió su sangre de la hoja de un dhakh, y con ella ―mediante un mantra― hizo un hombre llamado Dhakare, que luchó contra los devas. Sus descendientes, los rajput de Dhakare, actualmente viven en Agra (Utar Pradesh), cerca del río Chambal.
Los mencionados tres linajes (vansha) se dividieron en 36 clanes principales (kulas), que a su vez se subdividieron en numerosas ramas (shakha), creando el intrincado sistema de clanes de los rajputs.
El principio de linaje está firmemente adherido a la hora de determinar el lugar en el sistema y una fuerte conciencia de clan y linaje es una parte esencial del carácter rajput.
Como afirma la edición de la Enciclopedia Británica de 1911, esta tradición de la ascendencia común permite a un rajput pobre considerarse a sí mismo como bien nacido y de la misma estatura de cualquier poderoso terrateniente de su clan, y superior a cualquier alto oficial de las clases profesionales. Los listados de los 36 clanes rajput se encuentran en la Kumārpāla Charita de Yaiasimja y la Prithvirāj Rāso de Chandbardai.

### Leyenda del linaje Agnivansha
Entre las leyendas se ha mencionado anteriormente la que se refiere a la procedencia de los rajputs agnivanshi, que es especialmente controvertida, aunque no por ello menos importante, ya que fueron los primeros en la altura de prominencia política. Este relato comienza con la leyenda puránica en la que todos los chatrías del mundo fueron exterminados por Parashú Rama (un avatar del dios Visnú). Más tarde, el sabio Vasishta realizó un gran yagna, o sacrificio de fuego, para pedir a los dioses una providencia para la defensa de la justicia en la tierra. En respuesta a su oración, uno o más jóvenes surgieron de las llamas del sacrificio -- la primera agnivanshi rajput. Según el Bhavishya-purana un yagna se celebró en el monte Abu durante el tiempo de los hijos del rey Ashoka. Esto produjo cuatro guerreros y un elefante. La leyenda del Agnikunda se explica en el Agnivansha. Ashoka y sus hijos fueron budistas, aunque en general los últimos reyes maurya habían sido firmes bráhmanas.
La leyenda de Agnivansha se asocia con el sabio Vásista: al intentar salvar a su áshram del rey Vishuámitra, contrató un mercenario desconocido para luchar contra el rey. A lo largo de los siglos, los mitógrafos han embellecido esta leyenda (por ejemplo, que Vásista creó al chatría a partir de un fuego de sacrificio).